# Styloniscus otakensis
Styloniscus otakensis är en kräftdjursart som först beskrevs av Charles Chilton 1901.  Styloniscus otakensis ingår i släktet Styloniscus och familjen Styloniscidae.

## Underarter
Arten delas in i följande underarter:
- S. o. otakensis
- S. o. fernandezianus